# Ferritstøjfilter
Et ferritstøjfilter er en ferritkerne, f.eks. udformet som en cylinder eller en kasse med et eller flere huller, anvendt til at dæmpe og i et vist omfang absorbere højfrekvensstøj til og fra elektroniske kredsløb. Ferritstøjfiltre er typisk placeret på et elektrisk kabel eller en elektrisk ledning.
Et ferritstøjfilter er en specifik type af en drosselspole. Ferritstøjfiltre omsætter højfrekvensstrømme til varme eller reflekterer dem for at dæmpe højfrekvent støj. Ferritstøjfiltre kaldes også ferritmanchet, EMI-filterdrosselspoler eller RFI-filterdrosselspoler og anvendes i EMI-filtre og RFI-filtre. 
En mini-udgave af ferritstøjfiltret er ferritperlen.